# Sornin
Der Sornin ist ein Fluss in Frankreich, der in den Regionen Auvergne-Rhône-Alpes und Bourgogne-Franche-Comté verläuft. Er entspringt im Gemeindegebiet von Saint-Bonnet-des-Bruyères, entwässert anfangs in westlicher Richtung schwenkt dann nach Südwest und mündet nach rund 47 Kilometern bei Pouilly-sous-Charlieu als rechter Nebenfluss in die Loire. Auf seinem Weg durchquert der Sornin die Départements Rhône, Saône-et-Loire und Loire.

## Orte am Fluss
- Aigueperse
- Varennes-sous-Dun
- La Clayette
- La Chapelle-sous-Dun
- Saint-Maurice-lès-Châteauneuf
- Saint-Denis-de-Cabanne
- Charlieu
- Saint-Nizier-sous-Charlieu
- Pouilly-sous-Charlieu